# Homalium ogoouense
Homalium ogoouense är en videväxtart som beskrevs av François Pellegrin. Homalium ogoouense ingår i släktet Homalium och familjen videväxter. Inga underarter finns listade i Catalogue of Life.